# Manufacture d'armes de Bayonne
Manufacture d'armes de Bayonne (conhecida também como Manufacture d'Armes Automatiques de Bayonne) foi um fabricante de pistolas da França. 

## História
A empresa foi fundada por Léon Barthe no ano de 1920. Sobreviveu à ocupação alemã durante a Segunda Guerra Mundial.
Depois de várias mudanças de propriedade passou a ser uma subsidiária da Fabrique Nationale da Herstal na década de 1970.
A empresa encerrou as suas atividades em 1983.